# Hades (Band)
Hades ist eine US-amerikanische Power-Metal-Band aus New Jersey.

## Bandgeschichte

### 1978–1989
Bereits 1978 wurde Hades in ständig wechselnden Line-ups gegründet. Erst 1982 entstand eine feststehende Besetzung um Paul Smith (Gesang), Joe Casilli, Dan Lorenzo (beide Gitarre), Anthony Vitti (Bass) und Tom Coombs (Schlagzeug). In dieser Besetzung entstanden mehrere Demos und die erste eigenproduzierte Single Deliver Us from Evil. Sie beteiligten sich außerdem an den beiden Kompilationen Born to Metalize (1984) und Metal Massacre VI (1985), die noch sehr stark am ursprünglichen Heavy Metal der New Wave of British Heavy Metal orientiert waren.
Nach diversen Umstrukturierungen, so blieben vom alten Line-up lediglich Dan Lorenzo und Tom Coombs übrig, markierte der Einstieg von Alan Tecchio den eigentlichen Durchbruch von Hades. Nach einer weiteren selbstproduzierten Single namens The Cross, gelang es der Gruppe, die nunmehr Speed bzw. Power Metal spielte, einen Plattenvertrag bei Torrid Records, einem Sublabel von Combat Records zu ergattern. Dort erschien 1987 das Debütalbum Resisting Success, welches in der Heavy-Metal-Szene Kultstatus erlangte. Der europäische Markt wurde erst ein halbes Jahr später von Roadrunner Records bedient. 
Eine EP, die im Anschluss folgen sollte, wurde von der Plattenfirma gestrichen. 1988 folgte der Zweitling mit dem programmatischen Titel If at First You Don’t Succeed…. Auch dieses Album gilt heute als Klassiker des Heavy Metals. Eine Europatournee führte schließlich zur Auflösung von Hades. Eine Headliner-Tour, die dilettantisch organisiert war und kaum Zuschauer zog, sorgte für Konflikte innerhalb der Band. Nachdem Hades in die Staaten zurückkamen, lösten sie sich auf.
Alan Tecchio und Dan Lorenzo versuchten sich danach an der Metalband Non-Fiction, die es zwischen 1990 und 1996 auf drei Alben brachte. Tecchio sang außerdem für Watchtower das Album Control and Resistance ein. Tom Coombs ging unter anderem mit Doro Pesch auf Tour.

### Reunion
1991 kam es zu einer einmaligen Reunion-Show im alten Line-up, die unter dem Titel Live on Location auch als CD erschien und zwei bisher unveröffentlichte Stücke enthielt. Nachdem sich die Bandmitglieder wieder ihren eigenen Bands gewidmet hatten, kam es 1995 zu einer erneuten Reunion. Einzig Jim Schulman wirkte nicht mit und wurde durch den ehemaligen Mucky-Pup-Bassisten Scott LePage ersetzt. Das Album Exist to Resist basierte größtenteils aus altem Songmaterial aus der Zeit 1988/89, welches bisher nicht verwendet wurde. Von da ab bleibt die Band lose zusammen, spielte aber nur noch selten live.
1999 erschien das vierte Album $avior$elf, welches über deutliche Thrash-Anleihen verfügte. Als Plattenfirma konnte Metal Blade gewonnen werden. Jimmy Schulman kehrte wieder zur Band zurück und mit Dave Lescinsky wurde ein neuer Schlagzeuger engagiert. Die Gruppe tritt beim Wacken Open Air 2000 auf. Im gleichen Jahr erschien das Album The Downside.
Für das 2001er Album DamNation wurde Billy Milano von M.O.D. als Background-Sänger gewonnen, als Gastbassist betätigte sich D. D. Verni von Overkill. Als neuer Schlagzeuger stieß Ron Lipnicki zu hades Es ist das bis dato letzte Album der Gruppe. Für eine Retrospektive 2002 wurde ein neues Lied eingespielt.
Dan Lorenzo geriet in die Schlagzeilen, als er behauptete für sein Soloalbum Cassius King von 2004 habe er einen unveröffentlichten Vocalpart von Bon Scott verwendet. In Wahrheit handelte es sich lediglich um ein Sample der AC/DC-Coverband Overdose.

## Diskografie

### Singles
- Deliver Us from Evil (1982)
- The Cross (1985)

### Alben
- Resisting Success (1987)
- If at First You Don’t Succeed… (1988)
- Exist to Resist (1995)
- $avior$elf (1999)
- The Downside (2000)
- DamNation (2001)

### Kompilationen und Livealben
- Live on Location (1991)
- The Lost Fox Studio Sessions (1998)
- Nothing Succeeds Like Success (2000)
- 1982 – 2001 (2001)